# Definidor
En algunas órdenes monásticas, se denomina definidor a cada uno de los religiosos que con el prelado principal formaban una especie de consejo, llamado definitorio para el gobierno de la religión y resolver los casos más graves.
- Definidor general. Se llamaba así al que concurría con el general para el gobierno de toda la orden.
- Definidor provincial. Era el definidor que sólo asistía en una provincia.

## Breve reseña histórica
- En las órdenes monásticas era el definidor el superior común de los conventos enclavados en un determinado distrito
- Comprendían dichas órdenes, reformadas en la Edad Media, varias congregaciones dentro de su seno
- Cada congregación se dividía en varias provincias que se llamaban definitorios, y cada una de las órdenes mendicantes se compartía en provincia, y cada una de éstas en varios definitorios que comprendían varios conventos
- Cada una de ellas tenía:
  - Su respectivo superior:
    - Abad (Orden de San Benito)
    - Guardián (Franciscanos)
    - Prior (Dominicos)

  - Los superiores de los conventos estaban bajo la dirección de los definidores de los distritos, como éstos lo estaban de los superiores de las provincias, provinciales, y estos bajo la autoridad del General de la Orden
- Los capítulos generales y provinciales eran asambleas en que se deliberaba sobre los asuntos de la Orden
- Dispuso Inocencio III en el  Concilio General Lateranense (1215) se celebrase una vez al año capítulo general